# Bableshwar, Aland
Bableshwar là một làng thuộc tehsil Aland, huyện Gulbarga, bang Karnataka, Ấn Độ.